# پیش گرمکن خودرو
پیش گرمکن یا بخاری درجا (به انگلیسی: Parking Heater) یک سیستم گرمایشی خودرو می‌باشد که مستقل از موتور خودرو عمل می‌کند.
این محصول برای اولین بار در کشور آلمان و در حدود ۵۰ سال پیش تولید شد.
بخاری درجا :
مجموعه ای است که در وسائل نقلیه نصب شده و به صورت مستقل از موتور گرمایش کابین را با مصرف اندک سوخت و دمش هوای گرم و گردش آن در داخل کابین به نحوی که با کنترل خودکار حالت مطلوب مطابق سلیقه و میل سرنشین را ایجاد نماید تامین میکند .
بخاری درجا دارای یک پمپ الکترونیکی است که سوخت را از منبع آن به یک کوره احتراق منتقل می کند و در کوره اصلی احتراق صورت می گیرد. هوای مورد نیاز احتراق از بیرون خودرو تامین شده و در نهایت نیز محصولات احتراق از داخل کوره به بیرون خودرو هدایت می شود. در این حین یک فن دمنده هوای داخل اتاق را از روی محفظه احتراق گذرانده و باعث گرمایش هوای داخل کابین میشود .
در بسیاری از کشورهای دنیا از جمله ایران ،کارکرد درجای موتور خودروها جهت تامین گرمای کابین موجب هزینه های مالی وزیست محیطی بسیاری می شود . از جمله هدر رفت میلیونها لیتر سوخت ، افزایش شدید استهلاک موتور، افزایش آلایندگی هوا و افزایش احتمال خطرات جاده ای و عدم آسایش رانندگان و… میشود .
بخاری درجا در دو نوع آبی و هوای خشک وسیله ای بسیار کار آمد و کم مصرف و با کارایی بالا برای انواع خودرو ها میباشد .
این وسیله با مصرف بسیار اندک  از ترکیب گازوئیل و نفت ( با سوخت نفت کارکرد و دوام بهتری دارد ) گرمای بی مانندی را برای شما به به ارمغان می آورد .

## تولید کنندگان
در سال‌های اخیر سایر کشورها نظیر چک، ترکیه، چین و حتی ایران نیز در صدد تولید این محصول برآمدند که موفق‌ترین کشور در این زمینه کشور ترکیه بود که هم‌اکنون نیز پا به پای رقبای آلمانی خویش در حال تولید این محصول می‌باشد.
مهم‌ترین برندها در این زمینه عبارت اند از:

S.W.S یا SWS ← ترکیه
نمایندگی SWS در ایران 
webasto ← آلمان

brano ← چک

Ebrespacher ← آلمان